# 烏恰鄉 (布拉索夫縣)
45°44′N 24°41′E / 45.733°N 24.683°E
烏恰鄉（羅馬尼亞語：Comuna Ucea, Brașov），是羅馬尼亞的鄉份，位於該國中部，由布拉索夫縣負責管轄，面積102平方公里，海拔高度429米，2007年人口2,216，人口密度每平方公里22人。